# Kniphofia northiae
Kniphofia northiae är en grästrädsväxtart som beskrevs av John Gilbert Baker. Kniphofia northiae ingår i Fackelliljesläktet som ingår i familjen grästrädsväxter. Inga underarter finns listade i Catalogue of Life.

## Bildgalleri

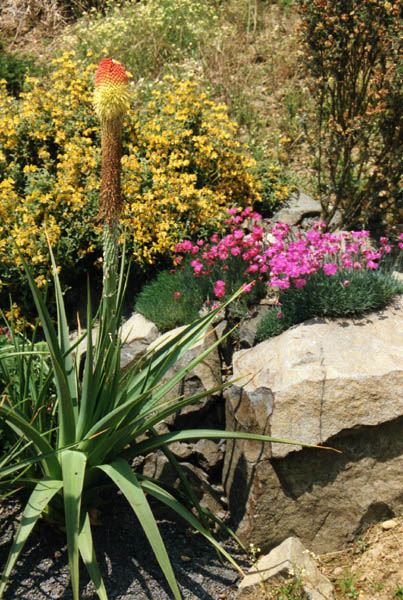